# Camila Valenzuela
Camila Valenzuela León (Santiago, 1985) es una escritora y editora chilena. Investigadora, especialista en Literatura infantil y juvenil, cuentos de hadas y teoría feminista. 
Es Doctora en Literatura chilena e hispanoamericana; Magíster en Historia del Arte; Magíster en Edición de Libros; Diplomada en Fomento Lector y Literatura Infantil y Juvenil; y Licenciada en Literatura. 
Fundadora, coordinadora y docente del Diplomado en Literatura infantil y juvenil, del Instituto de Estudios Avanzados de la Universidad de Santiago de Chile (IDEA-USACH).
Integrante de La Otra LIJ, un espacio de producción y divulgación de conocimiento sobre la literatura escrita y/o destinada para niño/as, adolescentes y jóvenes, así como de las problemáticas asociadas a la enseñanza, la mediación y el mercado editorial de estas obras.
Sus libros han sido reconocidos por Fundación Cuatro Gatos, el Premio Barco de Vapor (Chile), IBBY Chile, entre otros.
Imparte cursos de literatura, talleres de escritura y clubs de lectura.

## Obras
- Zahorí I. El legado (Ediciones SM Chile, 2013)
- Nieve Negra (Ediciones SM Chile, 2014)
- Zahorí II. Revelaciones (Ediciones SM Chile, 2014)
- Antes de volver a caer (Editorial Planeta, 2015)
- Zahorí III. La Rueda del Ser  (Ediciones SM Chile, 2016)
- La espera en coautoría con Claudia Andrade Ecchio (Random House Mondadori, 2016)
- Las durmientes (Libros del Pez Espiral, 2018)
- De bosque y cenizas (Libros del Pez Espiral, 2021)
- El año de la mariposa (Bookmate, 2023)

Como editora
- The Chilean Way. Crónicas 2000-2010. Neil Davidson (Los Libros Que Leo, 2012)
- Literatura para infancia, adolescencia y juventud. Reflexiones desde los estudios literarios (Editorial Universitaria, 2015)
- El reflejo que zurce la herida. Tomás Bravo (Libros del Pez Espiral, 2021)
- Cuentos de hadas. Catherine d’Aulnoy. Edición y prólogo de Camila Valenzuela León. Traducción de Pablo Fante (Libros del Pez Espiral, 2022)
- Enmirlada. Blanca Hernández (Libros del Pez Espiral, 2022)

## Premios y reconocimientos
- IX Premio Barco de Vapor Chile por Nieve Negra (2014).
- 100 jóvenes líderes de Chile (El Mercurio, 2014).
- Medalla Colibrí IBBY Chile, mención honrosa mejor ficción juvenil por Antes de volver a caer (2016).
- 100 recomendados Premio Fundación Cuatro Gatos por Nieve Negra (Miami, EE.UU, 2016).
- 25 jóvenes influyentes (Diario Financiero, 2017).
- 100 recomendados Premio Fundación Cuatro gatos por Las durmientes (Miami, EE.UU, 2018).
- Medalla Colibrí IBBY Chile, mención honrosa mejor ficción juvenil por Las durmientes (2019).
- Premio Municipal de Literatura de Santiago por De bosque y cenizas (2021)